# Dieter Großmann (Fußballspieler, 1944)
Dieter Großmann (* 8. Oktober 1944) ist ein ehemaliger deutscher Fußballspieler. Für die Betriebssportgemeinschaft (BSG) Motor Steinach spielte er von 1966 bis 1973 in der zweitklassigen DDR-Liga.

## Sportliche Laufbahn
Seine ersten Spiele in der DDR-Liga bestritt der 22-jährige Dieter Großmann in der Saison 1966/67. Für den EX-Oberligisten Motor Steinach absolvierte er in der 30 Spiele umfassenden Spielzeit elf Begegnungen. Es war seine einzige DDR-Liga-Saison, in der er ohne Torerfolg blieb. 1967/68 konnte er seine Einsätze in der DDR-Liga auf 20 Begegnungen steigern und schoss seine ersten zwei Punktspieltore. Auch 1968/69 nahm Großmanns Entwicklung einen weiteren Aufschwung, denn neben seinen 23 Ligaeinsätzen konnte er seine Torquote auf sechs Treffer erhöhen. Ebenfalls sechs Tore standen 1969/70 bei Großmann zu Buche, und bei den 30 ausgetragenen Ligaspielen fehlte er nur in zwei Partien. In der Saison 1970/71, in der er 27 Ligaspiele absolvierte, wurde er mit sieben Treffern zum ersten Mal Torschützenkönig der BSG Motor. 1971/72 wurde die DDR-Liga auf fünf Staffeln erweitert, in denen jeweils 22 Spiele zu absolvieren waren. Großmann kam dabei nur 16-mal zum Einsatz, und seine wiederum sieben Treffer reichten in dieser Saison nicht zur Torjägerkrone. Seine letzte DDR-Liga-Saison gestaltete Großmann 1972/73 noch einmal erfolgreich. Er versäumte nur zwei der 22 Ligaspiele und wurde mit neun Toren noch einmal Steinachs bester Schütze. Obwohl erst 28 Jahre alt, beendete Dieter Großmann anschließend seine Laufbahn als Leistungsfußballer. In sieben Spielzeiten hatte er 145 DDR-Liga-Spiele absolviert und dabei 37 Tore erzielt. 